# Symplecta shikokuensis
Symplecta shikokuensis là một loài ruồi trong họ Limoniidae. Chúng phân bố ở miền Cổ bắc.